# Megacraspedus binotellus
Megacraspedus binotellus is een vlinder uit de familie van de tastermotten (Gelechiidae). De wetenschappelijke naam van de soort is voor het eerst geldig gepubliceerd in 1843 door Fischer von Röslerstamm.